# 静安大融城

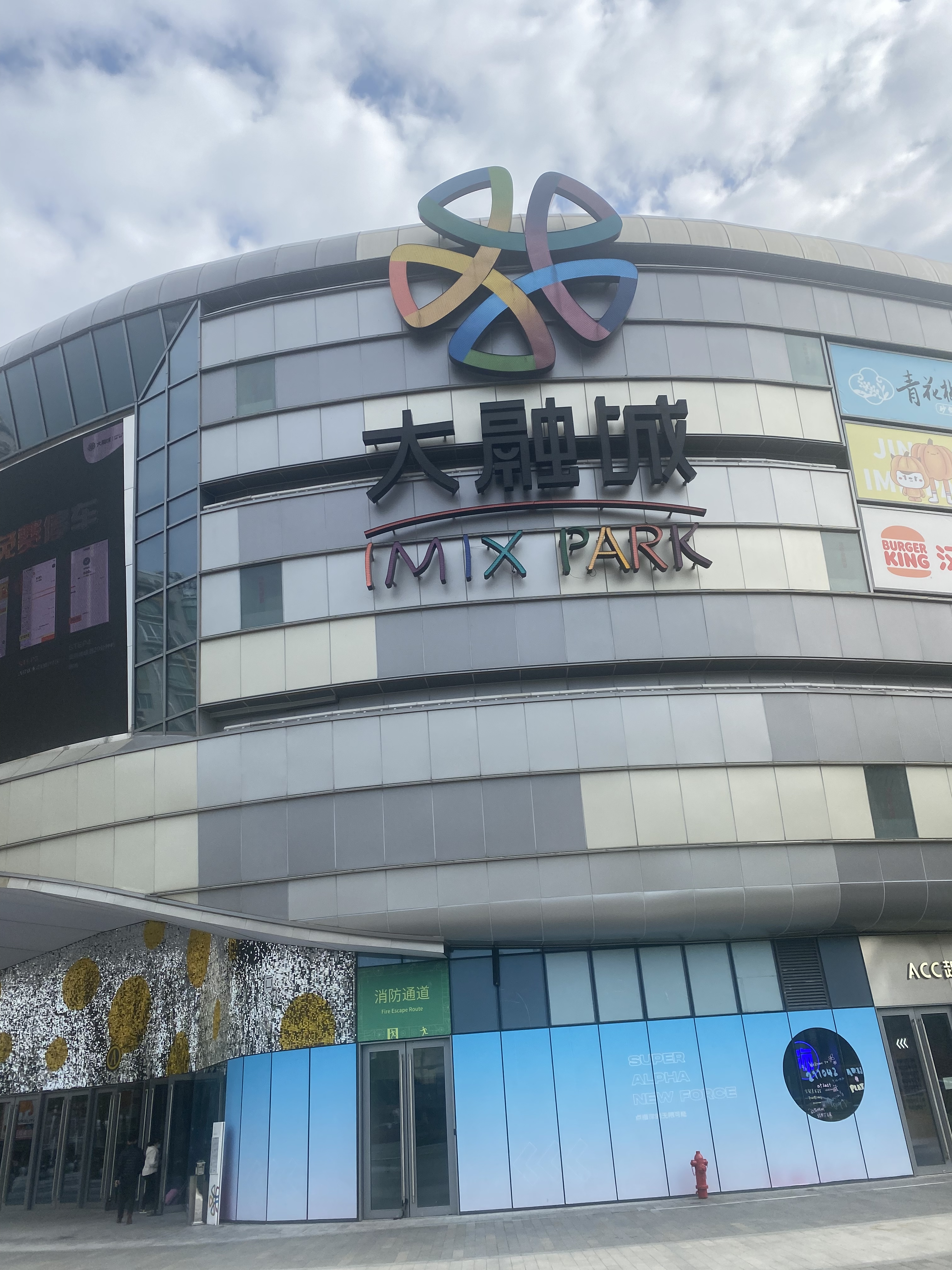
靜安大融城

静安大融城是中華人民共和國上海市靜安區的一座購物中心，位於滬太路晉城路口，是靜安區規模最大的商業綜合體。

## 历史
於2018年6月29日開業。該購物中心是中国光大控股子公司光大安石旗下品牌大融城的旗艦項目，建筑面积19万平方米，共有5層，地上4層地下1層，地上面積11万平方米，地下面積万平方米。內有近300家商户入驻。

## 外部連結
- 官方网站